# Toichi Suzuki
Toichi Suzuki (鈴木 冬一 Suzuki Toichi?), född 30 maj 2000 i Osaka prefektur, är en japansk fotbollsspelare.
I maj 2019 blev han uttagen i Japans trupp till U20-världsmästerskapet 2019.